# 名鉄サ2210形電車
名鉄サ2210形電車（めいてつサ2210がたでんしゃ）は、かつて名古屋鉄道で運用されていた電車（付随車）である。
戦時中の車両不足のため、1944年（昭和19年）に休止した成田鉄道多古線の木造客車ホハ3を購入し付随車化。サ2210形（2211）となり、三河線を中心にした東部線で運用された。ホハ3は成田鉄道多古線のボギー客車であり、1926年（大正15年）7月に汽車製造で製造された全長16.8mの3扉車である。
1951年（昭和26年）にHL制御車化されク2210形（2211）に改称。1964年（昭和39年）に廃車となった。